# Survesjön
Survesjön är en sjö i Härryda kommun i Västergötland och ingår i Kungsbackaåns huvudavrinningsområde. Sjön är 6,5 meter djup, har en yta på 0,0649 kvadratkilometer och befinner sig 83,6 meter över havet.

## Delavrinningsområde
Survesjön ingår i det delavrinningsområde (639788-128447) som SMHI kallar för Utloppet av Yxsjön. Medelhöjden är 106 meter över havet och ytan är 8,79 kvadratkilometer. Det finns inga avrinningsområden uppströms utan avrinningsområdet är högsta punkten. Vattendraget som avvattnar avrinningsområdet har biflödesordning 3, vilket innebär att vattnet flödar genom totalt 3 vattendrag innan det når havet efter 28 kilometer. Avrinningsområdet består mestadels av skog (84 %). Avrinningsområdet har 1,12 kvadratkilometer vattenytor vilket ger det en sjöprocent på 12,7 %. Bebyggelsen i området täcker en yta av 0,13 kvadratkilometer eller 1 % av avrinningsområdet.